# Coacervato

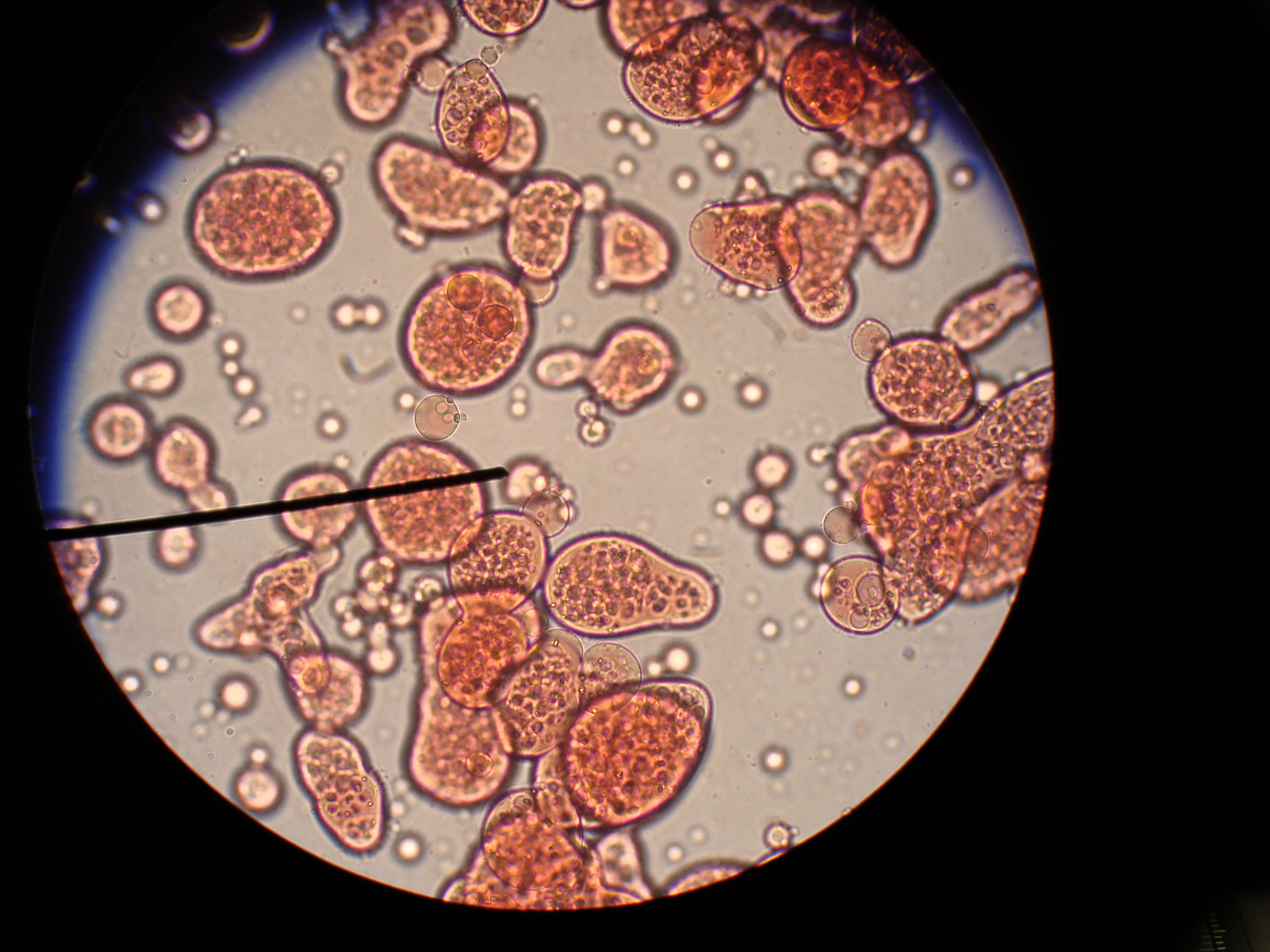
Coacervati osservati al microscopio ottico

Il coacervato è un'aggregazione sferica di molecole con carichi opposti che formano un'inclusione colloidale, tenute insieme da forze elettrostatiche. 
I coacervati misurano da 1 a 100 micrometri, possiedono proprietà osmotiche e si formano spontaneamente da alcune soluzioni organiche diluite.
Il loro nome deriva dal latino coacervare, che significa assemblare (dal latino cum acervo = ammucchio insieme). Si ritiene che abbiano avuto un ruolo significativo nell'evoluzione della cellula e pertanto nell'origine della vita. Infatti Aleksandr Ivanovič Oparin diede nome di protobionti a questi coacervati quando, inseriti nel brodo primordiale, si ricoprivano di acqua. Oparin pensò che questi elementi primitivi potessero essere i diretti progenitori delle cellule.